# 戈爾茲伯勒橋之役
戈爾茲伯勒橋之役於1862年12月17日發生在北卡羅來納州的韋恩郡，是南北戰爭中北軍為遠征及控制北卡羅來納的戈爾茲伯勒而發動的第三場戰役。

## 戰事
南北軍都期望完全控制威明頓與韋爾登鐵路，於是北軍於12月17日先到達並毀壞鐵路，南軍立即趕到並阻止，但仍有部分地方已經被破壞。雙方開火，但人數較眾的北軍很輕鬆就打敗了南軍，然後就繼續毀壞鐵路才離開，返回期間南軍向北軍發動突擊，但再次失手。

## 戰事結束
南北雙方傷亡人數為220。